# Вакри
Вакри (итал. Vacri) је насеље у Италији у округу Кјети, региону Абруцо.
Према процени из 2011. у насељу је живело 327 становника. Насеље се налази на надморској висини од 233 м.

## Становништво
Према резултатима пописа становништва 2011. у општини је живело 1.702 становника.
| 1931. | 1936. | 1951. | 1961. | 1971. | 1981. | 1991. | 2001. | 2011. |
| ----- | ----- | ----- | ----- | ----- | ----- | ----- | ----- | ----- |
| 2.431 | 2.411 | 2.592 | 2.183 | 1.817 | 1.818 | 1.703 | 1.756 | 1.702 |